# Leucettidae
Leucettidae är en familj av svampdjur. Leucettidae ingår i ordningen Clathrinida, klassen kalksvampar, fylumet svampdjur och riket djur. Enligt Catalogue of Life omfattar familjen Leucettidae 23 arter. 
Kladogram enligt Catalogue of Life:
| Leucettidae | \| \| Leucetta \| \| \| \| \| \| Pericharax \| \| \| \| |
|             | \| \| Leucetta \| \| \| \| \| \| Pericharax \| \| \| \| |
|             | Clathrinidae                                            |
|             |                                                         |
|             | Leucaltidae                                             |
|             |                                                         |
|             | Leucascidae                                             |
|             |                                                         |
|             | Leucomalthe                                             |
|             |                                                         |
|             | Levinellidae                                            |
|             |                                                         |
|             | Soleneiscidae                                           |
|             |                                                         |
|             | Leucetta                                                |
|             |                                                         |
|             | Pericharax                                              |
|             |                                                         |

|  | Leucetta   |
|  |            |
|  | Pericharax |
|  |            |